# Usedlost čp. 28 (Týček)
Usedlost čp. 28 stojí v obci Týček v okrese Rokycany. Jedná se o typický příklad roubeného venkovského domu na Rokycansku a doklad původní zástavby obce. Od 3. května 1958 je kulturní památkou.

## Historie a popis
Venkovský dům vznikl nejpozději ve 30. letech 19. století. Nestojí přímo u hlavní obecní komunikace, nýbrž uvnitř okolní zástavby. Jeho průčelí má tři okenní osy a předsazený bedněný štít s obdélným kabřincem. V interiéru se dochovala původní dispozice. Střecha je kryta doškami. K obytnému stavení přiléhají zděné chlévy s nečleněnou omítnutou fasádou a se sedlovou střechou, jenž je pokryta eternitem a na jejíž pravé spádové straně se nachází vikýř. Stejný typ a pokryv střechy má i roubený seník, který stojí za obytným stavením.
Usedlost dnes slouží zčásti k obytným účelům.